# Šarženga
Šarženga (rusky Шарженга) je řeka v Vologdské oblasti v Rusku. Je 183 km dlouhá. Povodí má rozlohu 1500 km².

## Průběh toku
Pramení ve vysočině Severní Úvaly. Ústí do řeky Jug (povodí Severní Dviny).

## Vodní režim
Převládajícím zdrojem vody jsou sněhové srážky. Průměrný roční průtok vody činí přibližně 14 m³/s. V létě a na podzim může docházet k povodním. Zamrzá na konci října až v listopadu a rozmrzá ve druhé polovině dubna až na začátku května, kdy také dosahuje nejvyšších vodních stavů.

## Využití
Na řece leží obydlená místa Logduz, Pleškino.